# Mamadou Camara
Mamadou Camara (Aubervilliers, 7 febbraio 2001) è un calciatore maliano, attaccante del Laval.

## Biografia
È nato in Francia da genitori maliani.

## Carriera

### Club
Camara è cresciuto nel settore giovanile del Troyes, con cui ha debuttato il 19 gennaio 2021 nell'incontro di Coppa di Francia perso 1-0 contro l'Auxerre. Sei mesi più tardi ha firmato il suo primo contratto professionistico.
Utilizzato di rado con la prima squadra nel corso della stagione successiva, il 21 luglio 2022 ha firmato un triennale con il Quevilly-Rouen. Ha segnato il suo primo gol fra i professionisti il 1º ottobre seguente, decidendo la trasferta vinta 1-0 sul campo del Caen. Titolare nel tridente offensivo del club giallorosso per due stagioni, dopo la retrocessione in Championnat National al termine della stagione 2023-2024 è stato acquistato dal Laval.

### Nazionale
Nel maggio del 2024 ha ricevuto la prima convocazione da parte della nazionale maliana.

## Statistiche

### Presenze e reti nei club
Statistiche aggiornate al 23 dicembre 2024.’’
| Stagione        | Squadra          | Campionato      | Campionato | Campionato | Coppe nazionali | Coppe nazionali | Coppe nazionali | Coppe continentali | Coppe continentali | Coppe continentali | Altre coppe | Altre coppe | Altre coppe | Totale | Totale |
| Stagione        | Squadra          | Comp            | Pres       | Reti       | Comp            | Pres            | Reti            | Comp               | Pres               | Reti               | Comp        | Pres        | Reti        | Pres   | Reti   |
| --------------- | ---------------- | --------------- | ---------- | ---------- | --------------- | --------------- | --------------- | ------------------ | ------------------ | ------------------ | ----------- | ----------- | ----------- | ------ | ------ |
| 2017-2018       | Troyes 2         | N3              | 2          | 1          | -               | -               | -               | -                  | -                  | -                  | -           | -           | -           | 2      | 1      |
| 2018-2019       | Troyes 2         | N3              | 17         | 2          | -               | -               | -               | -                  | -                  | -                  | -           | -           | -           | 17     | 2      |
| 2019-2020       | Troyes 2         | N3              | 16         | 6          | -               | -               | -               | -                  | -                  | -                  | -           | -           | -           | 16     | 6      |
| 2020-2021       | Troyes 2         | N3              | 6          | 2          | -               | -               | -               | -                  | -                  | -                  | -           | -           | -           | 6      | 2      |
| 2021-2022       | Troyes 2         | N3              | 19         | 7          | -               | -               | -               | -                  | -                  | -                  | -           | -           | -           | 19     | 7      |
| Totale Troyes 2 | Totale Troyes 2  | Totale Troyes 2 | 60         | 18         |                 | -               | -               |                    | -                  | -                  |             | -           | -           | 60     | 18     |
| 2020-2021       | Troyes           | L1              | 0          | 0          | CF              | 1               | 0               | -                  | -                  | -                  | -           | -           | -           | 1      | 0      |
| 2021-2022       | Troyes           | L1              | 3          | 0          | CF              | 0               | 0               | -                  | -                  | -                  | -           | -           | -           | 3      | 0      |
| Totale Troyes   | Totale Troyes    | Totale Troyes   | 3          | 0          |                 | 1               | 0               |                    | -                  | -                  |             | -           | -           | 4      | 0      |
| 2022-2023       | Quevilly-Rouen 2 | N3              | 3          | 1          | -               | -               | -               | -                  | -                  | -                  | -           | -           | -           | 3      | 1      |
| 2022-2023       | Quevilly-Rouen   | L2              | 34         | 3          | CF              | 1               | 0               | -                  | -                  | -                  | -           | -           | -           | 35     | 3      |
| 2023-2024       | Quevilly-Rouen   | L2              | 36         | 6          | CF              | 2               | 2               | -                  | -                  | -                  | -           | -           | -           | 38     | 8      |
| ago. 2024       | Quevilly-Rouen   | N               | 2          | 1          | CF              | 0               | 0               | -                  | -                  | -                  | -           | -           | -           | 2      | 1      |
| Totale Quevilly | Totale Quevilly  | Totale Quevilly | 72         | 10         |                 | 3               | 2               |                    | -                  | -                  |             | -           | -           | 75     | 12     |
| 2024-2025       | Laval            | L2              | 13         | 5          | CF              | 2               | 1               | -                  | -                  | -                  | -           | -           | -           | 15     | 6      |
| Totale carriera | Totale carriera  | Totale carriera | 151        | 34         |                 | 6               | 3               |                    | -                  | -                  |             | -           | -           | 157    | 37     |